# Argentina ai Giochi della XXI Olimpiade
L'Argentina partecipò alle Giochi della XXI Olimpiade, svoltesi a Montréal dal 17 luglio al 1º agosto 1976, con una delegazione di 69 atleti impegnati in 12 discipline. Portabandiera alla cerimonia di apertura fu il canottiere Hugo Aberastegui, alla sua terza Olimpiade.
Per la prima volta dopo i Giochi di Anversa 1920 la squadra argentina non conquistò nessuna medaglia olimpica.